# 京阪1000系電車 (3代)
京阪1000系電車（けいはん1000けいでんしゃ）は、京阪電気鉄道（京阪）が1977年（昭和52年）に導入した通勤形電車である。

## 概要
京阪線の架線電圧1,500Vへの昇圧が決定した1974年（昭和49年）以降、在籍する各形式に対しては各種昇圧対応改造が施工された。ただし、吊り掛け車に関しては昇圧を機に全廃する計画であり、対応改造の施工対象外とされていた。
700系 (2代)も従来車の機器を流用して新製された吊り掛け車であったことから昇圧対応改造の対象外とされた。しかし、同系列は車体新製から経年が浅く車体の状態も良好であり、かつ冷房改造にも車体強度が問題がなかったことから、同系列の車体を流用して新製した機器と組み合わせ、冷房化改造の上で昇圧後も継続使用する方針が決定した。同系列44両中42両が対象となり、1977年（昭和52年）から翌1978年（昭和53年）にかけて7両編成6本が誕生したものが本系列である。
改造に際しては700系 (2代)を廃車扱いとし、本系列を新製名義で認可申請したことから、書類上の扱いだけでなく、車内銘板にも「昭和52年（または53年） 川崎重工業」と記されている。ただし、車外銘板は1967年（昭和42年）から1970年（昭和45年）にかけて700系 (2代)として竣功した当時のものがそのまま現存しており、出自をたどることが可能である。
なお、700系 (2代)は1000型・1100型・1500型 (いずれも2代)を主な種車として新製されたものであり、本系列への改造に伴って再び1000番台の形式称号を称することとなった。

## 車体
基本的に700系 (2代)当時の仕様から大きな変更点はない。すなわち、裾絞りのない車体・2連ユニット窓で構成された側窓配置・他系列における両開扉よりも100mm狭い1,200mm幅の両開客用扉・扉枠一杯に広げられた大型の客用扉窓といった、600系 (2代)で確立された機器流用・車体新製車固有の特徴を有する。
本系列への改造に際しては、外観上の変更点は前面貫通幌・幌枠の撤去や前面貫通扉部へ行先・種別表示幕の新設、前照灯のシールドビーム化程度に留まる。ただし、車内天井部は冷房装置搭載に伴って一新され、機器流用・車体新製車の特徴である大天井の中央に1列配置で設置されていた照明（蛍光灯）が、他系列同様に左右2列に分散して配置される形に変更された。車内補助送風機はラインデリアと京阪独特の回転グリルを併用した形態が採られており、5000系に始まる新製冷房車の標準仕様を踏襲している。ただしラインデリアの見付けは他形式とは異なっている。その他、壁面デコラ板や座席モケット等は700系 (2代)当時と変化はない。

## 主要機器
変更点の少なかった車体周りとは対照的に、主要機器は本系列への改造に際して完全に一新された。

### 主制御器
1C4M制御方式の東洋電機製造製ACDF-H4155-589Aを各電動車に搭載した。昇圧対応を容易とするため単車昇圧方式を前提に設計された制御器であり、架線電圧600V時においては主電動機2基を1群として各600V（主電動機1基当たり300V）を印加し、同1,500V時においては結線を変更して主電動機4基に各375Vを印加する設計となっている。制御段数は直列20段・弱め界磁4段（発電制動24段）の計24段であり、直並列切替制御は行わない。
なお、本系列においては、放熱効率を向上させた波型抵抗体を採用した新型抵抗器を搭載したが、機器流用・車体新製車出自の本系列は床部分の構造が他のカルダン車各系列とは異なり、軽量化を重視した設計に起因して断熱性能が劣っていたことから、床温度の上昇が問題となった。加えて駅停車時における抵抗器からの放熱による影響も多大であったことから、抵抗器裏側に強制送風機を追加して対処を行った。

### 主電動機
東洋電機製造製TDK-8120A1直巻整流子電動機を電動車1両当たり4基搭載する。同主電動機は5000系で採用されたTDK-8120Aとほぼ同一機種であり、架線電圧600V時（端子電圧300V時）の定格出力は130kW、1,500V昇圧後（端子電圧375V時）の定格出力は155kWである。歯車比は84:16 （5.25）と5000系3次車以降に準じており、2200系・2400系と比較して中高速域の性能に余裕を持たせた設定となっている。

### 集電装置
パンタグラフは冷房装置搭載に伴い従来のPT-42系菱形パンタグラフからPT-4805A-M下枠交差形パンタグラフに換装された。併せて制御電動車1000型・1050型については搭載位置を運転台寄りから連結面寄りへ移設している。

### 台車
電動車が川崎重工業製エコノミカル式KS-77Aを、付随車が住友金属工業（現・新日鐵住金→日本製鉄）製側枠緩衝ゴム式FS399を装着し、いずれもインダイレクトマウント方式の空気ばね台車である。KS-77A・FS399とも5000系において採用されたKS-76・FS-399Aと同等機種である。

### 制動装置
5000系において採用実績を有する発電制動併用全電気指令式空気ブレーキHRD-1Dを採用し、応答性の向上が図られた。 
また、踏面ブレーキは片押し式（シングルタイプ）である。

### その他
冷房装置は東芝製RPU-2205A集約分散型冷房機（冷却能力8,000kcal/h）を1両当たり4基搭載する。
電動発電機（MG）は東洋電機製造製TDK-3750B（出力140kVA）を付随車1500型に、電動空気圧縮機（CP）はHB-1500B（吐出量1,590L/min）を付随車1500型・1600型に各1基ずつ搭載した。

## 製造
| 改造前   | 改造前 | 改造前 | 改造前 | 改造前 | 改造前 | 改造前 | 改造前 | ← 京都大阪 → | ← 京都大阪 → | ← 京都大阪 → | ← 京都大阪 → | ← 京都大阪 → | ← 京都大阪 → | ← 京都大阪 → | ← 京都大阪 → | ← 京都大阪 →  |
| 形式     | 700    | 780    | 750    | 780    | 780    | 750    | 700    | →            | 1000         | 1100         | 1500         | 1550         | 1150         | 1650         | 1050         | 竣工          |
| -------- | ------ | ------ | ------ | ------ | ------ | ------ | ------ | ------------ | ------------ | ------------ | ------------ | ------------ | ------------ | ------------ | ------------ | ------------- |
| 区分     | Mc     | M      | T      | M      | M      | T      | Mc     | →            | Mc           | M            | T            | T            | M            | T            | Mc           | 竣工          |
| 車両番号 | 703    | 793    | 753    | 784    | 783    | 754    | 704    | →            | 1001         | 1101         | 1501         | 1551         | 1151         | 1651         | 1051         | 1977年3月30日 |
| 車両番号 | 711    | 797    | 757    | 792    | 791    | 762    | 712    | →            | 1002         | 1102         | 1502         | 1552         | 1152         | 1652         | 1052         | 1977年5月     |
| 車両番号 | 705    | 794    | 755    | 785    | 786    | 756    | 706    | →            | 1003         | 1103         | 1503         | 1553         | 1153         | 1653         | 1053         | 1977年7月     |
| 車両番号 | 707    | 795    | 761    | 788    | 787    | 758    | 708    | →            | 1004         | 1104         | 1504         | 1554         | 1154         | 1654         | 1054         | 1977年9月     |
| 車両番号 | 709    | 796    | 759    | 790    | 789    | 760    | 710    | →            | 1005         | 1105         | 1505         | 1555         | 1155         | 1655         | 1055         | 1977年12月    |
| 車両番号 | 701    | 780    | 751    | 798    | 782    | 752    | 702    | →            | 1006         | 1106         | 1506         | 1556         | 1156         | 1656         | 1056         | 1978年3月     |

## 導入後の変遷

### 昇圧後

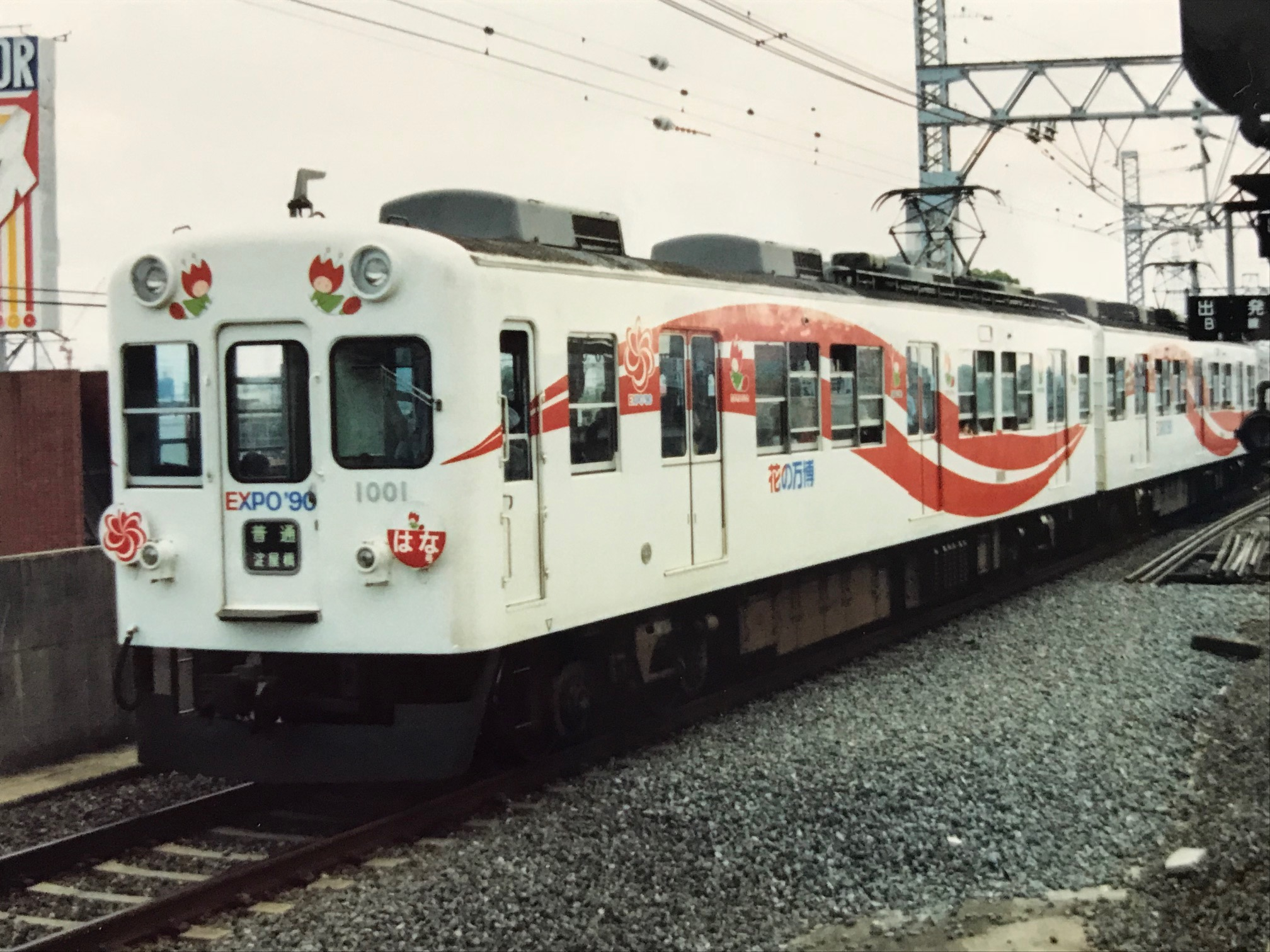
花の万博　特別装飾塗装

1983年（昭和58年）12月4日に実施された架線電圧1,500V昇圧に際しては、落成当初より昇圧対策が盛り込まれた本系列は主電動機等の結線変更といった小改造を施工したのみで、ほぼそのままの状態で継続運用された。
1990年（平成2年）4月から同年9月にかけて国際花と緑の博覧会（通称「花の万博」）が大阪・鶴見緑地において開催された。京阪では花の万博に協賛して、同万博のテーマに沿った、白をベースとした特別塗装・装飾が施された3編成の特別編成を運行したが、本系列からは1001編成が「はな号」として赤色の波状ラインをあしらった特別塗装となり、1989年（平成元年）3月17日から1990年（平成2年）9月26日にかけて運行された。

### 車体改修工事

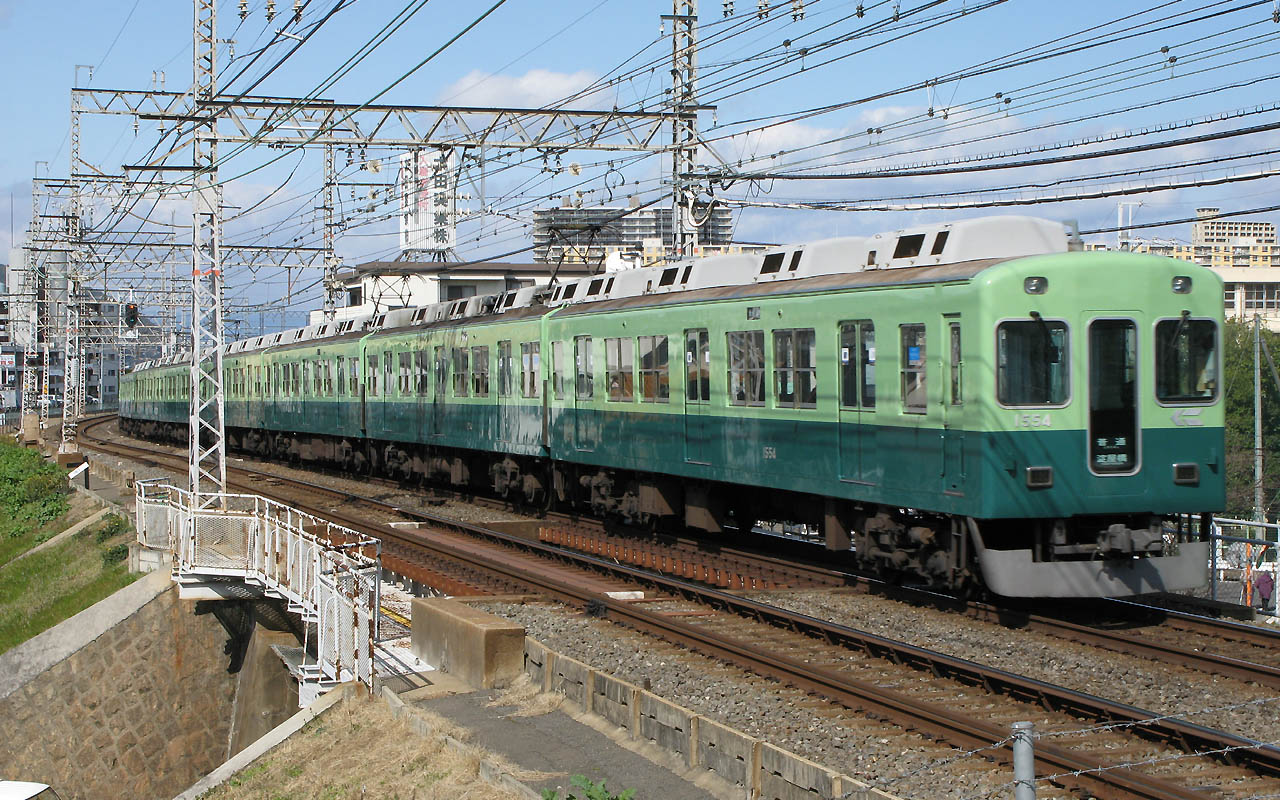
更新施工後・旧塗装の1000系
（牧野 - 樟葉・2007年）

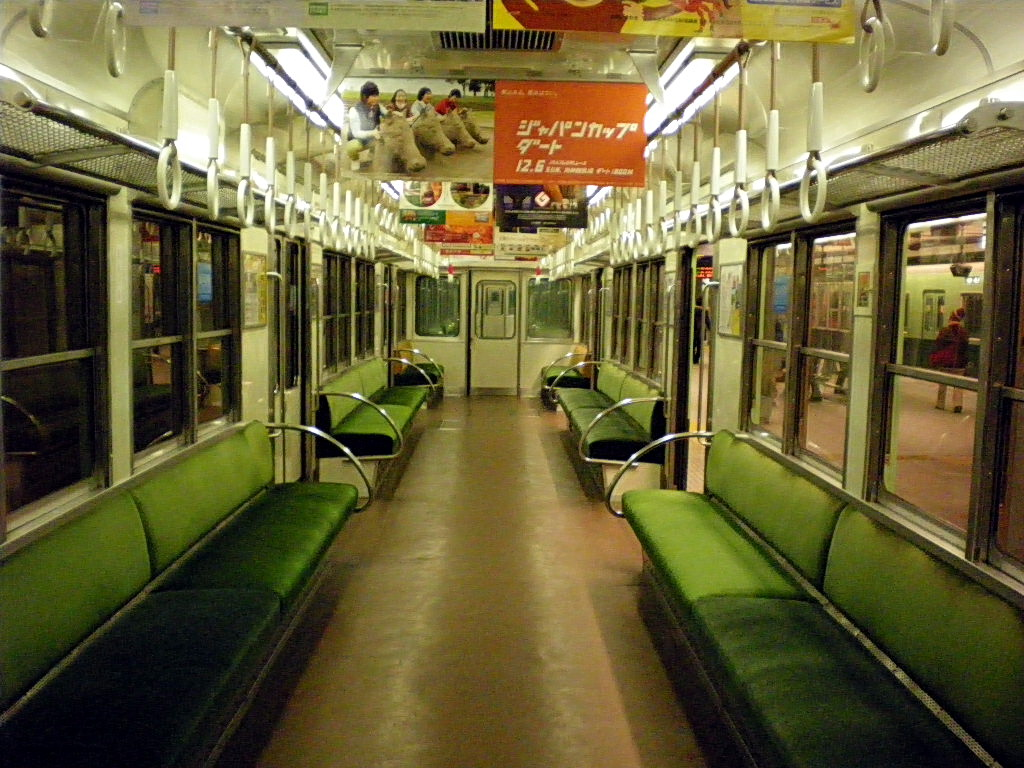
車体改修工事施工後の車内

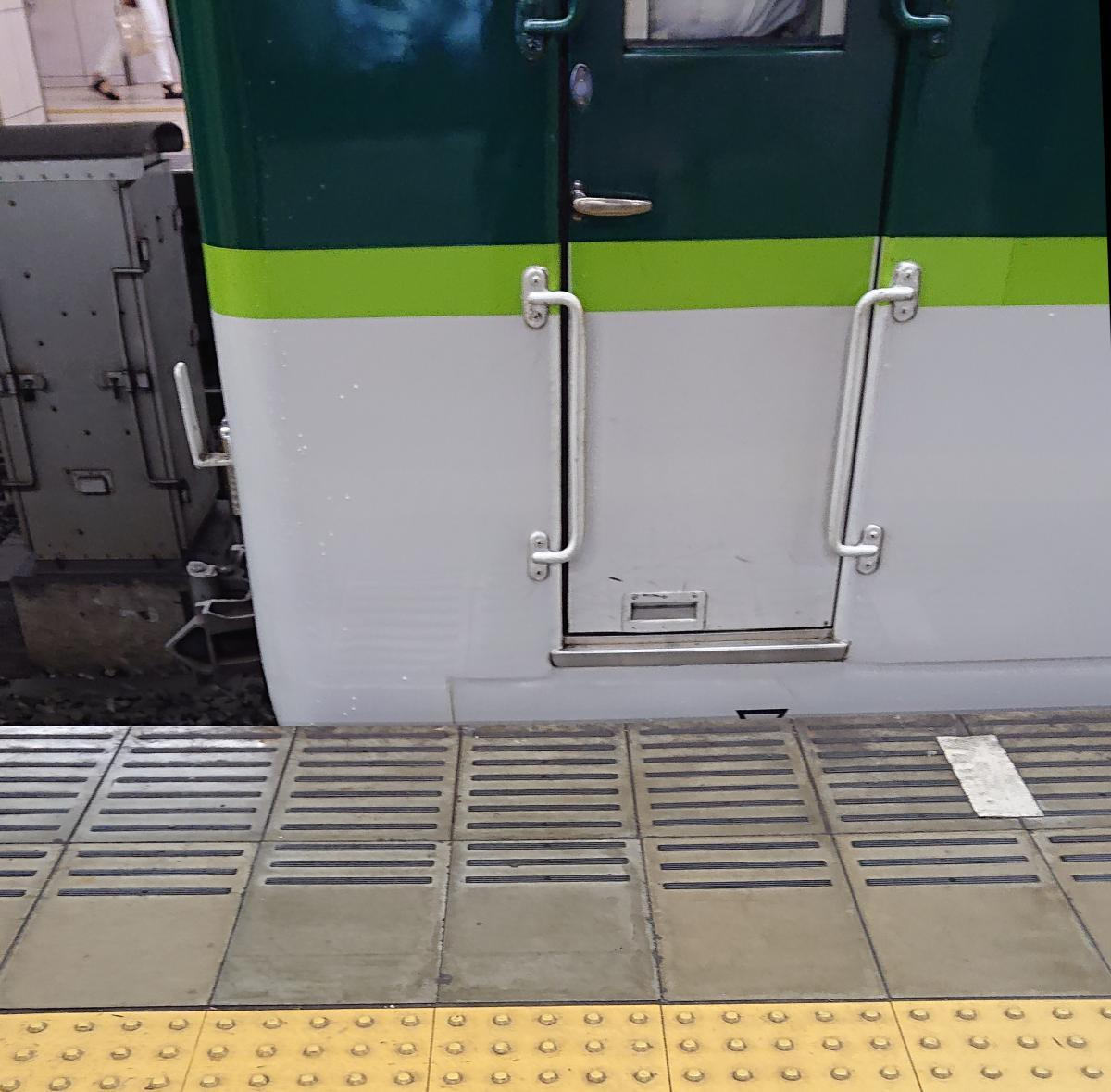
改修工事後の乗務員室側面。台枠を延長して前方に拡大されたことが判る。

1990年代に至り、車体の新製から25年弱を経過し各部の補修が必要となったことから、2400系に次いで車体改修工事と称する更新修繕工事が全編成を対象に1991年（平成3年）より施工された。
同時に、2200系以来の流儀に則って制御方式の1C8M化ならびに界磁添加励磁制御化・回生制動化が実施されたが、それに伴って一部車両の編成位置変更ならびに車種変更が行われた。以下に編成替え前後それぞれの編成を示す。
| 旧編成   | 1000型 (Mc)  | 1100型 (M)   | 1500型 (T)   | 1500型 (T)   | 1100型 (M)   | 1600型 (T)            | 1000型 (Mc)  |
| -------- | ------------ | ------------ | ------------ | ------------ | ------------ | --------------------- | ------------ |
| 旧編成   | 1001 ： 1006 | 1101 ： 1106 | 1501 ： 1506 | 1551 ： 1556 | 1151 ： 1156 | 1651 ： 1656          | 1051 ： 1056 |
| 新編成   | 1500型 (Tc)  | 1100型 (M1)  | 1200型 (M2)  | 1600型 (T)   | 1100型 (M3)  | 1200型 (M4)           | 1500型 (Tc)  |
| 新編成   | 1501 ： 1506 | 1101 ： 1106 | 1201 ： 1206 | 1651 ： 1656 | 1151 ： 1156 | 1251 ： 1256          | 1551 ： 1556 |
| 改造内容 | 電装解除     | ‾            | 電動車化     | 編成位置変更 | ‾            | 編成位置変更 電動車化 | 電装解除     |

すなわち、制御電動車1000型の電装解除を行い、同車から取り外された台車・主電動機をMG・CPを搭載する付随車1500型へ転用して電動車化し、それぞれを制御車1500型・中間電動車1200型と改称・改番した。また、中間電動車1100型・1200型が1C8Mユニット化されることに伴って、CPのみを搭載する付随車1600型の連結位置が大阪寄り2両目から編成中間4両目に変更となった。
1C8M制御化に伴って中間電動車1100型に搭載する制御器を東洋電機製造製ACRF-H8155-790Cに換装し、前述のように制御方式の界磁添加励磁制御化ならびに回生制動化が行われている。また、常用制動を回生制動優先とし、制動装置が空気制動遅れ込め機構を有するHRDA-1へ変更となった。
また、更新時期を迎えていたRPU-2205A冷房装置を、6000系の冷房装置出力増強に伴って取り外された三菱電機製CU-197（冷却能力10,500kcal/h）に換装した。なお、CU-197は外形寸法がRPU-2205Aよりも大きく、構体側の大改造を要する取り付け位置変更は行わなかったことから、各車大阪寄りの冷房装置カバーが車端部よりわずかにはみ出た状態で搭載されている。
車体関連では先頭車の台枠を100mm延長し、乗務員室拡大ならびに前面デザインの全面変更が施工された。前面中央部に貫通扉を備える3枚窓構造という点こそ更新以前と変わりないが、左右窓の大型化、2400系更新車で採用された貫通扉の外開き構造化ならびに貫通扉の行先種別表示幕一体型大型ガラス窓化が実施され、その他前照灯を1900系Mc1914と同一形状の角型シールドビームに、標識灯を8000系に類似したステンレス製飾り枠付LED式のものにそれぞれ変更し、更新以前の原形はほぼ一掃された。細部ではワイパーの電動化ならびに前面右側窓下部へ京阪の頭文字「K」を象ったエンブレムの取り付けが実施されている。
対して側面見付は大きな変化は見られないが、外板総張替えに際して台枠との接合部分が重ね溶接から突合せ溶接に変更されたことによって、車体裾部にわずかな段差が生じている。また、側窓下段が固定されて上段下降・下段固定式に改められたほか、側面行先種別表示窓部のガラス固定支持方式がHゴム式から金属枠固定式に変更された。
内装は2400系と同様、6000系に準じた暖色系のカラースキームに改められ、壁面デコラ板はアイボリー系・座席モケットは緑系・床面ロンリュームはブラウン系とされている。そのほか、戸閉予告ブザーや客用扉開扉時の自動放送装置が設置され、ドアエンジンも静音式のものに交換されたほか、後期に車体改修工事を施工された3編成（1501・1502・1503編成）については車椅子スペースが新設された。従前設置されていた座席は存置されたが、先頭車の車端部のみ1人がけの座席となっている。
このように原形から大幅な改造を2度に渡って受けたことで、元は吊り掛け駆動からのカルダン駆動改造車は他社ではその多くが様々な理由から廃車に追い込まれたのに対し、当系列は2024年現在もなお42両が在籍し続けている。

### 改修工事施工後の動向
2006年（平成18年）以降に検査を受けた編成は優先座席のモケットに絵柄が追加されたほか、2007年（平成19年）頃より連結面の貫通路妻引戸における開閉用グリップが極太形状のものに交換された。
その後2008年度より新CIロゴの貼付が実施されたほか、2012年度までに車体塗装の変更が順次実施されることとなった。2008年（平成20年）10月20日付けで1505編成が新塗装化されたのち、2010年（平成22年）4月17日には1504編成が新塗装化され、2011年（平成23年）11月時点では、1502 - 1505編成の計4編成が新塗装化された。本系列を含む京阪線車両は2013年5月までに新塗装への変更を完了している。

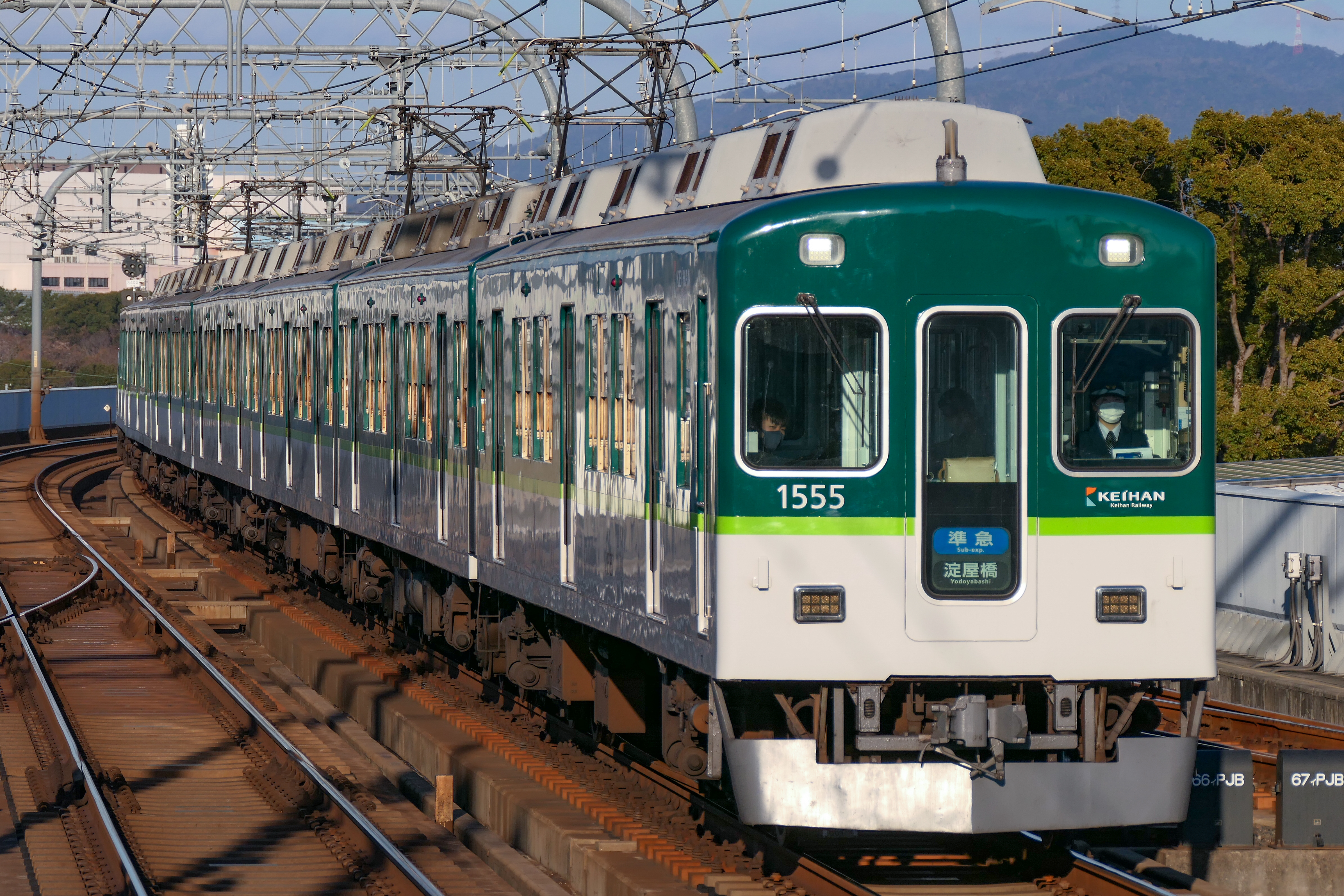
前照灯のLED化が行われた1000系

また、2009年（平成21年）5月に検査を受けた1501編成以降、「防護列車無線機・無線列番設定器」が順次取り付けられた。
その他、中之島線開業前日の2008年（平成20年）10月18日に、1503編成が出町柳発天満橋行の天満橋を終着駅とする最終列車に充当され、天満橋行を表示した黄色地黒文字の特製行先表示板を先頭車の前面左側に掲出して運行された。同列車の列車番号が「Q1503T」であったことから、1503編成を充当するという演出がなされたものであった。
2017年までに全編成で前照灯のLED化が完了した。また、タブレットを用いた自動放送に対応する編成も登場した。
2025年現在、6000系以前に登場した旧型車のなかで唯一廃車が出ていない形式である。

## 組成表
2009年4月1日現在。
| ← （京都）三条・出町柳（大阪）淀屋橋・中之島 → | ← （京都）三条・出町柳（大阪）淀屋橋・中之島 → | ← （京都）三条・出町柳（大阪）淀屋橋・中之島 → | ← （京都）三条・出町柳（大阪）淀屋橋・中之島 → | ← （京都）三条・出町柳（大阪）淀屋橋・中之島 → | ← （京都）三条・出町柳（大阪）淀屋橋・中之島 → | ← （京都）三条・出町柳（大阪）淀屋橋・中之島 → | ← （京都）三条・出町柳（大阪）淀屋橋・中之島 → | ← （京都）三条・出町柳（大阪）淀屋橋・中之島 → | ← （京都）三条・出町柳（大阪）淀屋橋・中之島 → |
| 形式                                           | 1500形                                         | 1100形                                         | 1200形                                         | 1650形                                         | 1150形                                         | 1250形                                         | 1550形                                         | 車体更新                                       | 車体更新                                       |
| ---------------------------------------------- | ---------------------------------------------- | ---------------------------------------------- | ---------------------------------------------- | ---------------------------------------------- | ---------------------------------------------- | ---------------------------------------------- | ---------------------------------------------- | ---------------------------------------------- | ---------------------------------------------- |
| 区分                                           | Tc                                             | M                                              | M                                              | T                                              | M                                              | M                                              | Tc                                             | 京都側3両                                      | 大阪側4両                                      |
| 車両番号                                       | 1501                                           | 1101                                           | 1201                                           | 1651                                           | 1151                                           | 1251                                           | 1551                                           | 1995年5月                                      | 1996年4月                                      |
| 車両番号                                       | 1502                                           | 1102                                           | 1202                                           | 1652                                           | 1152                                           | 1252                                           | 1552                                           | 1994年9月                                      | 1995年1月                                      |
| 車両番号                                       | 1503                                           | 1103                                           | 1203                                           | 1653                                           | 1153                                           | 1253                                           | 1553                                           | 1993年10月                                     | 1994年3月                                      |
| 車両番号                                       | 1504                                           | 1104                                           | 1204                                           | 1654                                           | 1154                                           | 1254                                           | 1554                                           | 1991年8月                                      | 1991年11月                                     |
| 車両番号                                       | 1505                                           | 1105                                           | 1205                                           | 1655                                           | 1155                                           | 1255                                           | 1555                                           | 1992年2月                                      | 1992年7月                                      |
| 車両番号                                       | 1506                                           | 1106                                           | 1206                                           | 1656                                           | 1156                                           | 1256                                           | 1556                                           | 1992年11月                                     | 1993年3月                                      |